# Rohov (Slovacchia)
Rohov (in ungherese Rohó) è un comune della Slovacchia facente parte del distretto di Senica, nella regione di Trnava.